# Jankowice-Kolonia (województwo mazowieckie)
Jankowice-Kolonia – kolonia w Polsce, w województwie mazowieckim, w powiecie radomskim, w gminie Jedlińsk.
W latach 1975–1998 miejscowość należała administracyjnie do województwa radomskiego.